# Кидонохори
Кидонохори (грч. Κυδωνοχώρι) је насељено место у општини Бер у периферији Средишња Македонија, Грчка. Према попису из 2021. године било је 11 становника.
Кидонохори је старо село које је уништено током Негушког устанка 1822. године. Обновљено је после Првог светског рата када је насељено 14 грчких избегличких породица из Турске, укупно 47 особа. Село се раније звало Мустали.